# Amatlán de Cañas
Amatlán de Cañas es una localidad del estado mexicano de Nayarit. Es cabecera del municipio de Amatlán de Cañas.

## Demografía
| Censo | Población |
| ----- | --------- |
| 1900  | 1695      |
| 1910  | 1784      |
| 1921  | 1679      |
| 1930  | 2557      |
| 1940  | 1963      |
| 1950  | 2638      |
| 1960  | 2961      |
| 1970  | 3068      |
| 1980  | 3255      |
| 1990  | 3205      |
| 1995  | 3275      |
| 2000  | 3257      |
| 2005  | 3012      |
| 2010  | 3157      |
| 2020  | 3267      |